# Roque del Oeste
Roque del Oeste, den västra klippan, är en ö i den spanska ögruppen och autonoma regionen Kanarieöarna som ligger i Atlanten utanför Afrikas nordvästra kust.
Ön ligger 2 kilometer nordväst om Montaña Clara och är en del av  naturreservatet Parque Natural del Archipiélago Chinijo i Chinijoarkipelagen. Liksom övriga Kanarieöarna så är det en vulkanö.